# Etruščansko vazno slikarstvo
Etruščansko vazno slikarstvo je bilo izdelano med 7. in 4. stoletja pred našim štetjem in je glavni element etruščanske umetnosti. Nanj je močno vplivalo grško vazno slikarstvo in sledila glavnim trendom v slogu tega obdobja. Poleg lastnih proizvajalcev so bili Etruščani glavni izvozni trg grške keramike zunaj Grčije, nekateri grški slikarji pa so se verjetno preselili v Etrurijo, kjer so bogato okraševali vaze, standardni element grobnega inventarja.

## Črnofiguralno vazno slikarstvo
Lokalna proizvodnja etruščanskih vaz se je verjetno začela v 7. stoletju pred našim štetjem. Na začetku so sledili primerom črnifiguralnega slikarstva iz Korinta in vzhodne Grčije. Predpostavlja se, da so te zgodnje vaze v glavnem izdelovali priseljenci iz Grčije. Prvi večji slog je bilo tako imenovano Pontsko vazno slikarstvo. Nastajalo je med 530 in 500 pr. n. št., znan umetnik je bil slikar Micali in njegova delavnica. V glavnem so izdelovali amfore, hidrije in vrče. Upodabljali so komos, simpozij in živalske frize. Mitološki motivi se pojavljajo bolj redko, a so ustvarjeni z veliko skrbjo. V tem času je etruščansko vazno slikarstvo začelo prevzemati vplive Atiškega vaznega slikarstva. Črnofiguralna tehnika se je končala okoli 480 pr. n. št. V svoji zadnji fazi se je razvila težnja k manierizmu in neurejenemu silhuetnemu slogu risanja.

## Rdečefiguralno vazno slikarstvo
Posnemanje rdečefiguralne tehnike se je v Etruriji razvilo šele okoli leta 490 pr. n. št., kar je bilo skoraj pol stoletja po tem, ko je bil slog izumljen v Grčiji. Zgodnja proizvodnja je zaradi svoje različne tehnike opisana kot psevdordečefiguralni etruščanski slog vaznega slikarstva. Do konca 5. stoletja je bila prava metoda rdečefigugalne tehnike uvedena v Etrurijo. Po psevdo in pravi rdečefiguralni tehniki so bili prepoznani številni slikarji, delavnice in proizvodni centri. Vaze niso bile namenjene samo za lokalni trg, ampak so bile prodane na Malto, Kartagino, Rim in ob obali Ligurije.

### Psevdo redčefiguralno slikarstvo
Zgodnje posode tega sloga so samo imitirale rdečefiguralno tehniko. Tako kot pri nekaterih zgodnjih atiških vazah je bilo to doseženo tako, da so celotno telo vaze pokrili s črno tekočo zmesjo iz gline in / ali drugih materialov, suspendiranih v vodi, nato dodali na vrh figure z barvami, ki bi med peko oksidirale v rdeče ali bele tone. V pravi rdečefiguralni tehniki so rdeča območja ostala brez prekritja. Pri psevdo-rdečih figurah so notranje podrobnosti izdelali z vrezovanjem, podobno kot običajna praksa v črnofiguralni tehniki, namesto da je naslikana, kot pri pravi rdeči figuri. Pomembni predstavniki tega sloga so bili slikar Praksij in drugi mojstri njegove delavnice, ki je deloval v Vulciju. Kljub obširnemu poznavanju grške mitologije in ikonografije - ki ni vedno popolno izvedena - ni dokazov, da so bili ti mojstri grški priseljenci. Izjema je slikar Praksij: ker štiri njegove vaze nosijo naslikane napise v grščini, je morda grškega izvora. 
V Etruriji psevdordečefiguralen slog ni bil le zgodnji pojav, kot je bil v Atenah. Še posebej v 4. stoletju pr. n. št. so bile nekatere delavnice specializirane za to tehniko, čeprav je bila prava rdečefiguralna tehnika istočasno že močno razširjena v etruščanskih delavnicah. Primeri so delavnice skupine Sokra in skupine Fantom. Nekoliko starejša skupina Sokra je dajala prednost skodelicam z notranjimi podobami grške mitologije, včasih tudi z etruščanskimi motivi. Skupina Fantom je večinoma slikala pokrite figure v kombinaciji z vzorci rastlin ali palmet. Delavnice obeh skupin naj bi bile locirane v Caere, Faleri in  Tarkviniji. Skupina Fantom je proizvajala svoje izdelke do začetka 3. stoletja pred našim štetjem. Spreminjanje okusov pri kupcih je pomenilo konec ne le za pravo rdečefiguralno poslikavo, ampak tudi za ta slog. 

### Rdečefiguralno vazno slikarstvo
Le proti koncu 5. stoletja je bila prava rdečefiguralna tehnika, s figurami rezerviranimi območji, ki so ostala v dejanski barvi gline, predstavljena Etrurijo. Prve tovrstne delavnice so se razvile v Vulciju in Faleriji, pa tudi v okolici. Prve delavnice so verjetno ustanovili atiški mojstri, vendar pa zgodnje posode že kažejo tudi vpliv južne Italije. Te delavnice so prevladovale na etruščanskem trgu do 4. stoletja pred našim štetjem. Velika in srednje velike posode, kot so kraterji in vrči, so bile večinoma okrašene z mitološkimi prizori. Stoletje prej je proizvodnja v Faleriji začela presegati količino v Vulciju. Razvili so se novi centri proizvodnje v Chiusiju in Orvietu. Chiusi je postal še posebej pomemben v skupini Tondo, ki je izdelovana kupe za pitje s pretežno dionizijevimi motivi v notranjosti. V drugi polovici stoletja se je proizvodnja preselila v Volterro. Tukaj so izdelovali še posebej določeno vrsto kraterjev, kelebe, poslikane zelo podrobno.
V drugi polovici 4. stoletja pr. n. št. so mitološke teme izginile iz repertoarja etruščanskih slikarjev. Zamenjale so jih ženske glave in figuralne upodobitve največ dveh oseb. Namesto tega so bile oblike vaz večinoma prekrite z okrasnimi in cvetličnimi motivi. Večje kompozicije so bile le izjema, kot je amazonomahija na kraterju, ki ga je izdelal slikar Haag iz skupine Funnel. Še vedno znatna, je proizvodnja v Falerii izgubila prevladujočo vlogo proti novoustanovljenemu proizvodnemu centru v Caereju. Te delavnice so verjetno ustanovili mojstri iz Falerija; kljub pomanjkanju posebne tradicije, so postale glavno središče proizvodnje rdečefiguralnih vaz v Etruriji. Standardni repertoar so bile preprosto pobarvani oinochoi, lekiti in čaše za pitje (npr. Skupina Torcop) in majhni pladnji (skupina Genucuilia). Do konca 4. stoletja je sprememba okusov potrošnikov označila konec proizvodnje rdečefiguralno poslikanih vaz v Etruriji. 